# ジョセフ・スティルウェル

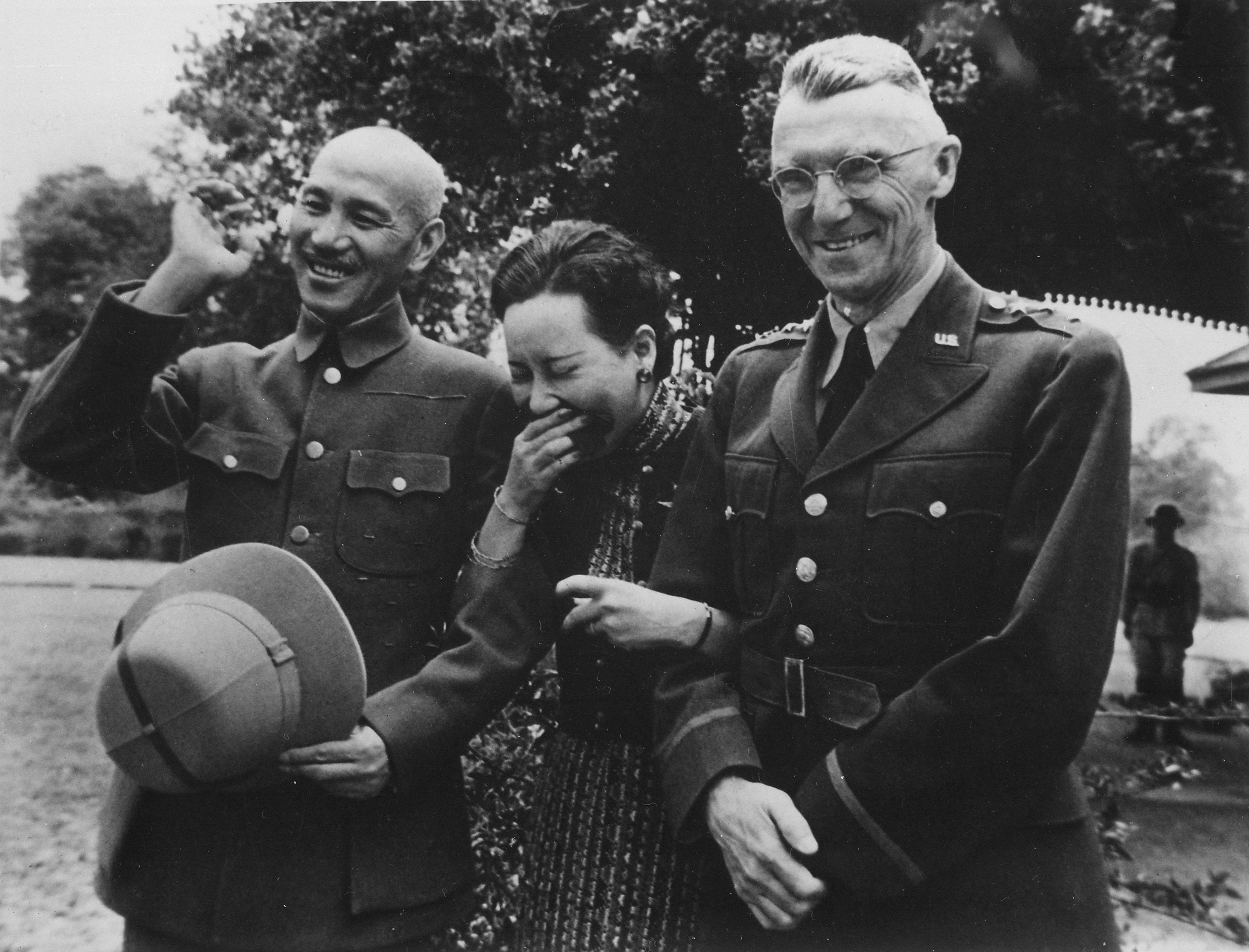
蔣介石(左)、宋美齢(中)と談笑するジョーゼフ・スティルウェル

ジョーゼフ・ウォーレン・スティルウェル（Joseph Warren Stilwell, 1883年3月19日 - 1946年10月12日）は、アメリカ陸軍の軍人。最終階級は陸軍大将。

## 生涯
1883年3月19日、フロリダ州パラクタに生まれる。
1921年、陝西省で道路建設の技師長を務める。この時、馮玉祥との知己を得る。
1926年8月、天津歩兵第十五連隊大隊長に就任。この時、ジョージ・マーシャル中佐と知り合う。1927年5月、北伐に巻込まれ、徐州から汽車で浦口まで往き、装甲巡洋艦ピッツバーグで脱出。1928年5月、「歩哨」紙上で済南事件・「田中覚書」・軍閥問題に言及。直後に張作霖爆殺事件が起きる。
1935年1月、在中華民国大使館附陸軍武官に就任。蔣介石の参謀長となる。
1941年12月、太平洋戦争が開始。1942年2月、中国・ビルマ・インド戦域米陸軍司令官に就任。中国雲南、北ビルマ戦線でルイス・マウントバッテンの下、対日作戦の指揮を執り援蔣ルートの確保に当たった。大胆な戦略家であったが、部下にきつく当たるなど辛辣な性格であり、「ビネガー・ジョー（酸っぱいジョー）」の陰口で知られた。また、大の「イギリス人嫌い」でもあり、度々イギリス軍の軍人と対立した。
1942年のレポートから蔣介石は全く役に立たず、能力はあっても抗日戦に軍を使う気がないと報告していた。スティルウェルはビルマ・インドに拠点を移し、ビルマの援蔣ルートを遡って中国大陸に攻め入り、数百万の中国兵をアメリカの将校団が指揮することで中国大陸から日本を駆逐するという構想を持つようになる。その為に彼は蔣介石に対し、彼の元に中国陸軍の数個師団をよこし、彼に中国兵の訓練を任せるよう要求した。それにより、米式中国軍（米国式中国軍）が編成されている。しかし、この彼の構想は蔣介石の利害と正面から衝突し、二人の関係は悪化。最終的にスティルウェルは蔣介石にひどく嫌われて最後は解任されてしまう。スティルウェル自身も蔣介石を「ピーナッツ（つまらない奴）」と呼んで侮蔑していた。蔣介石は強化された軍隊が自分に反旗を翻すことを危惧した。スティルウェルの指揮下にある再建した20万の米国式中国軍は拉孟・騰越の戦いやミイトキーナの戦いで日本軍を壊滅に追い込んでいるが、一方で蔣介石の軍隊は日本軍の大陸打通作戦によって無残に敗北している。
1943年5月、米英首脳がワシントンで第3回ワシントン会談を行い、中国基地から行動する米空軍について議論された際、スティルウェルは「それらの爆撃攻勢に対し、日本軍は空地の大規模な作戦をもって、猛烈に反撃するであろう」と、ドーリットル空襲に対し日本が浙贛作戦を行ったことを例証した。また、これらの飛行場を援護するには米軍装備の中国軍50個師と防空のため在支空軍の強化が必要と述べた。8月、米英首脳がカナダのケベックでケベック会談を行い、その中でアメリカによるセッティング・サン計画が提案された。内容は中国を基地とするB-29の28機ずつの10編隊（逐次20編隊に増強）から始め、ドイツ降伏から12か月以内に日本を屈服させることを目標にしていたが、これに対し、スティルウェルは兵站の支援が困難と考え、セッティング・サン計画の代案として、桂林―長沙に沿う数基地を前進基地とし、カルカッタ地区を駐留飛行場とするトワイライト計画を提出した。1943年10月13日、航空本部長ヘンリー・アーノルドはその改訂案をルーズベルト米大統領に提出。前進基地を四川省の成都とし、日本本土攻撃の開始を1944年4月1日と予定した。大統領はこれを承認し、11月10日に英国と中国から飛行場の確保を取り付け、この計画は日本の早期持続爆撃を目的としたマッターホルン作戦として発足した。
1943年11月、スティルウェルは戦勝後における英米ソ中で構成される「四人の警察官構想」を検討しており、カイロ会談に出席したルーズベルトに、次に日本軍に攻勢されれば国民党は倒壊すると通告し、さらに中国本土からのアメリカ軍の日本空襲作戦は日本陸軍の猛烈な反撃を招くとして反対した。アメリカは太平洋戦線で日本軍と戦いつつ、欧州でもドイツと戦っており、大軍を中華民国に振り向ける余裕はなかった。蔣介石の国内権力基盤は極めて脆弱だった。ルーズベルトとは正反対に、彼は中国国民党軍の腐敗と弱小ぶりを見抜いていた。
1944年、大陸打通作戦の衡陽会戦に際しては夜も眠れず、2回も自殺を考えた。
1945年6月18日、沖縄戦の末期、第10軍司令官サイモン・B・バックナー中将が戦死し、その後任としてスティルウェルが司令官に就任した。就任した6月23日は、沖縄守備軍である第32軍司令官の牛島満中将と参謀長の長勇中将が自決し、沖縄の地上戦が一段落付いた日でもあった。
1945年8月、終戦。1946年10月12日、カリフォルニア州のサンフランシスコ・プレシディオにおいて胃癌のため死去。遺灰は太平洋に撒かれ、慰霊碑がウェスト・ポイント墓地に置かれた。息子の1人、ジョセフ・スティルウェル・ジュニアは陸軍将校として准将まで務めた。

## 年譜
- 1883年3月19日　、フロリダ州パラクタに生まれる
- 1904年6月　、陸軍士官学校卒、司令・参謀大学卒
- 1904年10月 、フィリピン
- 1907年 、グアテマラ
- 1908年 、メキシコ
- 1910年10月、 結婚
- 1911年1月 、フィリピン
- 1911年9月 、日本
- 1911年11月 、上海
- 1911年12月-1912年1月 、フィリピン
- 1913年 、ウェスト・ポイントの英語・歴史部教官
- 1914年 、ウェスト・ポイントのスペイン語・近代語部教官。マドリッド派遣
- 1917年8月 、バージニア州キャンプ・リーの第八十師団付旅団副官
- 1917年12月 、フランスのヨーロッパ派遣アメリカ軍（AEF）参謀将校として諜報活動
- 1919年8月 、MID（英語版）の中国派遣語学将校に任命され、カリフォルニア大学バークレー校で中国語講習を一年間受講
- 1920年 、山西省で道路建設の技師長を務める。
- 1921年 、陝西省で道路建設の技師長を務める。
- 1922年9月 、日本軍のシベリア出兵の諜報活動（満洲の奉天・ハルビン[4]・ウラジオストク）
- 1923年 、ジョージア州フォート・ベニング歩兵専科教育専門課程。基地司令官ウェルズ将軍の上級参謀補を務める。
- 1925年 、カンザス州フォート・レヴンワース指揮参謀学校
- 1926年8月 、天津歩兵第十五連隊大隊長。
- 1927年9月 、朝鮮・日本
- 1928年1月 、天津歩兵第十五連隊幕僚部参謀次長
- 1929年4月 、帰国
- 1929年7月 、ジョージア州フォート・ベニング歩兵学校戦術部長
- 1933年5月 、サンディエゴ第九軍団管区予備役将校隊訓練
- 1935年1月　、在中華民国大使館附陸軍武官、蔣介石の参謀長
- 1942年2月　、中国・ビルマ・インド戦域米陸軍司令官
- 1943年8月　、連合国東南アジア軍副最高司令官
- 1944年10月　、解任され、中国・ビルマ・インド戦域を離れる
- 1945年1月 、陸軍地上軍司令官（ワシントンDC）
- 1945年6月　、第10軍司令官（沖縄）
- 1945年10月　、西部防衛軍司令官
- 1946年3月　、第6軍司令官（プレシディオ）
- 1946年10月12日　、カリフォルニア州のサンフランシスコ・プレシディオにおいて胃癌のため死去。

## 評伝
- バーバラ・W・タックマン『失敗したアメリカの中国政策　ビルマ戦線のスティルウェル将軍』杉辺利英訳、朝日新聞社、1996年

## 演じた俳優
- ロバート・スタック（映画『1941』、監督スティーヴン・スピルバーグ）
この映画で、スティルウェルはハリウッドなどを担当する防空部隊の司令官で、映画館で『ダンボ』（1941年公開）を観て涙を見せた後、ある決断を下している。日本公開当時のパンフレットによると、映画に感動して涙する件りはスティルウェルの回顧録にヒントを得たものという。